# Nicki Aycox
Nicki Lynn Aycox (Enid, Oklahoma, 26 de maio de 1975 – 16 de novembro de 2022) foi uma atriz e musicista norte-americana conhecida por seus papéis em Jeepers Creepers 2, Supernatural, The X-Files: I Want to Believe, Dark Blue, entre outros filmes e séries. Lançou seu primeiro extended play, Red Velvet Room, em 2015.

## Vida pessoal e educação
Aycox nasceu em Enid, Oklahoma, onde frequentou a escola primária. Seus pais se chamam Garry e Margaret e ela tem um irmão mais novo, Steve. Cresceu em Hennessey, Oklahoma, onde cursou o primeiro ano do colegial, e posteriormente retornou à sua cidade natal para concluir o ensino secundário e fazer sua formatura. Começou a tocar piano aos nove anos e, desde essa época, já participava de concursos de beleza. Inicialmente pensou em seguir carreira no basquete, mas começou a se interessar por atuação ainda no colegial. Estudou três semestres na Universidade de Oklahoma, onde matriculou-se no programa de cinema e criava seus próprios filmes estudantis. Posteriormente, mudou-se para Los Angeles e lá ingressou em uma universidade em Long Beach para estudar teatro.

## Carreira
Em 1996, Aycox estreou na televisão, aparecendo como Tammy em um episódio da série Weird Science. Ela teve um pequeno papel em Double Tap, filme policial da HBO no qual contracenou com Stephen Rea e Heather Locklear, e em alguns episódios de USA High. Entre seus primeiros trabalhos, estão também várias participações em um único episódio de programas como 3rd Rock from the Sun, Boy Meets World, Ally McBeal, The X-Files, Dark Angel e CSI. Na NBC, desempenhou seus primeiros papéis recorrentes nas telesséries Providence e Ed, na qual interpretou a irmã mais nova da personagem de Julie Bowen. No cinema, um de seus primeiros trabalhos foi a comédia Slap Her... She's French; ela protagonizou o filme de terror Jeepers Creepers 2 e também apareceu em The X-Files: I Want to Believe.
No final da década de 2000, Aycox retornou principalmente às telesséries, atuando em produções como Las Vegas e Supernatural, na qual entrou para o elenco regular e tornou-se a intérprete original da personagem Meg Masters. Além disso, participou de Dark Blue, série original da TNT na qual atuou por duas temporadas. Paralelamente, desenvolveu um projeto musical e, em 2015, lançou seu primeiro EP, intitulado Red Velvet Room, com canções de estilo predominantemente folk. Nesse mesmo ano, ela afirmou em uma entrevista que continuaria investindo na música, sem planos de retomada de sua carreira na atuação até aquele momento.

## Morte
Aycox morreu em 16 de novembro de 2022, de leucemia.

## Filmografia

### Cinema
| Ano  | Título                           | Papel             | Notas                                                         | Ref.   |
| ---- | -------------------------------- | ----------------- | ------------------------------------------------------------- | ------ |
| 1997 | Defying Gravity                  | Gretchen          |                                                               | [ 2 ]  |
| 1999 | The Dogwalker                    | Susan             | Títulos alternativos: The Dog Walker, Just a Walk in the Park | [ 2 ]  |
| 2000 | Crime and Punishment in Suburbia | Cecil             |                                                               | [ 2 ]  |
| 2001 | Rave Macbeth                     | Lidia             | Título alternativo: Rave Macbeth - Nacht der Entscheidung     | [ 2 ]  |
| 2002 | Slap Her... She's French         | Tanner Jennings   | Título alternativo: She Gets What She Wants                   | [ 15 ] |
| 2003 | Jeepers Creepers 2               | Minxie Hayes      | Título alternativo: Jeepers Creepers II                       | [ 2 ]  |
| 2004 | Dead Birds                       | Annabelle         |                                                               | [ 2 ]  |
| 2005 | Tom 51                           | Bridget           |                                                               | [ 2 ]  |
| 2007 | Perfect Stranger                 | Grace             |                                                               | [ 15 ] |
| 2008 | The X-Files: I Want to Believe   | Cheryl Cunningham | Título alternativo: The X-Files                               | [ 15 ] |
| 2008 | Mercenary                        | Garota            |                                                               | [ 15 ] |
| 2008 | Joy Ride 2: Dead Ahead           | Melissa           | Diretamente em vídeo                                          | [ 15 ] |
| 2008 | Animals                          | Nora              |                                                               | [ 15 ] |
| 2009 | Tom Cool                         | Bridget           |                                                               | [ 15 ] |
| 2010 | Christina                        | Christina Vogel   |                                                               | [ 15 ] |
| 2010 | Lifted                           | Lisa Matthews     |                                                               | [ 15 ] |
| 2011 | Ticking Clock                    | Polly             | Diretamente em vídeo                                          | [ 15 ] |
| 2011 | Beyond the Blackboard            | Candy             |                                                               | [ 15 ] |
| 2013 | The Girl on the Train            | Lexi              |                                                               | [ 15 ] |
| 2013 | The Employer                     | Maggie Jordan     |                                                               | [ 15 ] |

### Televisão
| Ano       | Título                         | Papel                | Notas                                        | Ref.   |
| --------- | ------------------------------ | -------------------- | -------------------------------------------- | ------ |
| 1996      | Weird Science                  | Tammy                | Episódio: "Community Property"               | [ 2 ]  |
| 1997      | Double Tap                     | Adolescente          | Telefilme                                    | [ 2 ]  |
| 1997      | 3rd Rock from the Sun          | Alyson               | Episódio: "I Brake for Dick"                 | [ 2 ]  |
| 1997      | Boy Meets World                | Jennifer             | Episódio: "Fraternity Row"                   | [ 2 ]  |
| 1997      | USA High                       | Katherine Hanley     | 2 episódios                                  | [ 2 ]  |
| 1998      | Significant Others             | Brittany             | 3 episódios                                  | [ 2 ]  |
| 1999      | Providence                     | Lily Gallagher       | Papel recorrente                             | [ 2 ]  |
| 1999      | Cruel Justice                  | Amy Metcalf          | Telefilme                                    | [ 2 ]  |
| 1999      | L.A. Heat                      | Betty Joe            | Episódio: "Rage"                             | [ 2 ]  |
| 1999      | The X-Files                    | Chastity Raines      | Episódio: "Rush"                             | [ 2 ]  |
| 1999      | Ally McBeal                    | Kim Puckett          | Episódio: "Seeing Green"                     | [ 2 ]  |
| 2000      | Opposite Sex                   | Joely                | Episódio: "The Homosexual Episode"           | [ 2 ]  |
| 2001      | CSI: Crime Scene Investigation | Ellie Rebecca Brass  | Episódio: "Ellie"                            | [ 2 ]  |
| 2001      | Dark Angel                     | Syl                  | Episódio: "...and Jesus Brought a Casserole" | [ 2 ]  |
| 2002      | Family Law                     | Patty Michel         | Episódio: "Children of a Lesser Dad"         | [ 2 ]  |
| 2002      | The Twilight Zone              | Ricki                | Episódio: "Sanctuary"                        | [ 2 ]  |
| 2002-2004 | Ed                             | Stella Vessey        | Papel recorrente                             | [ 2 ]  |
| 2003      | Momentum                       | Tristen Geiger       | Telefilme                                    | [ 2 ]  |
| 2004      | Las Vegas                      | Tammi Campbell       | Episódio: "You Can't Take It with You"       | [ 2 ]  |
| 2004-2010 | Cold Case                      | Christina Rush       | 12 episódios                                 | [ 16 ] |
| 2004-2005 | LAX                            | Kristina / Christine | 2 episódios                                  | [ 16 ] |
| 2005      | LAX                            | Kristina / Christine | Episódio:"Mixed Signals"                     | [ 17 ] |
| 2005      | Over There                     | Mrs. B               | Papel principal                              | [ 16 ] |
| 2006      | Criminal Minds                 | Amber Canardo        | Episódio: "The Perfect Storm"                | [ 17 ] |
| 2006-2008 | Supernatural                   | Meg Masters          | 5 episódios                                  | [ 17 ] |
| 2007      | John from Cincinnati           | Jane                 | Episódio: "His Visit: Day Six"               | [ 18 ] |
| 2008      | Law & Order                    | Kate Westwood        | Episódio: "Bogeyman"                         | [ 16 ] |
| 2008      | CSI: Miami                     | Molly Reston         | Episódio: "The DeLuca Motel"                 | [ 16 ] |
| 2009-2010 | Dark Blue                      | Jaimie               | Papel principal                              | [ 16 ] |
| 2012      | AEZP - Execution Style         | Stiletto             | Curta-metragem televisivo                    | [ 19 ] |
| 2013      | Profile for Murder             | Jackie               | Telefilme                                    | [ 15 ] |
| 2013      | Longmire                       | Helen                | Episódio: "Unquiet Mind"                     | [ 17 ] |
| 2013      | The Glades                     | Diane                | Episódio: "Happy Trails"                     | [ 17 ] |
| 2014      | Dead on Campus                 | Danielle Williams    | Telefilme                                    | [ 15 ] |

### Vídeo e rádio
| Ano  | Título                                             | Papel     | Notas                             | Ref.  |
| ---- | -------------------------------------------------- | --------- | --------------------------------- | ----- |
| 2003 | Lights, Camera, Creeper: Making Jeepers Creepers 2 | Ela mesma | Documentário diretamente em vídeo | [ 2 ] |
| 2003 | The Howard Stern Radio Show                        | Ela mesma | Programa de rádio                 | [ 2 ] |

## Discografia
| Ano  | Título          | Notas | Ref.  |
| ---- | --------------- | ----- | ----- |
| 2015 | Red Velvet Room | EP    | [ 8 ] |